# Brenania
Brenania es un género con tres especies de plantas con flores perteneciente a la familia Rubiaceae. 

## Especies seleccionadas
- Brenania brieyi
- Brenania rhomboideifolia
- Brenania spathulifolia